# 상동항 (여수시)
상동항은 전라남도 여수시 돌산읍 우두리, 돌산도 섬에 있는 어항이다. 2007년 8월 8일 어촌정주어항으로 지정하여 관리하고 있다. 시설관리자는 여수시장이다.

## 어항 구역
- 수역: 북위 34° 43′05″, 동경 127° 46′52″의 지점에서 N55°W방향으로 230m점과 이점에서 S35°W방향으로 60m점과 이점에서 S20°W방향으로 육지부를 연결하는 선을 따라 형성된 공유수면[1]

## 어항 시설
- 방파제 159m

## 기본 계획
- 방파제 209m[1]

## 정비 계획
- 방파제 50m[2]

## 주요 어종
- 홍합